# Lyme (Nuevo Hampshire)
Lyme es un pueblo ubicado en el condado de Grafton en el estado estadounidense de Nuevo Hampshire. En el Censo de 2010 tenía una población de 1.716 habitantes y una densidad poblacional de 12,11 personas por km².

## Geografía
Lyme se encuentra ubicado en las coordenadas 43°48′59″N 72°5′38″O / 43.81639, -72.09389. Según la Oficina del Censo de los Estados Unidos, Lyme tiene una superficie total de 141.73 km², de la cual 139.43 km² corresponden a tierra firme y (1.62%) 2.3 km² es agua.

## Demografía
Según el censo de 2010, había 1.716 personas residiendo en Lyme. La densidad de población era de 12,11 hab./km². De los 1.716 habitantes, Lyme estaba compuesto por el 96.91% blancos, el 0.29% eran afroamericanos, el 0.29% eran amerindios, el 1.11% eran asiáticos, el 0% eran isleños del Pacífico, el 0.35% eran de otras razas y el 1.05% pertenecían a dos o más razas. Del total de la población el 2.39% eran hispanos o latinos de cualquier raza.